# Veš dětská
Veš dětská (Pediculus capitis) je cizopasný hmyz žijící v lidských vlasech, kde saje krev. Zdržuje se výhradně na hlavě, zatímco příbuzné druhy, jako je veš muňka („filcka“), cizopasí na jiných částech těla.

## Morfologie
Velikost vši dětské je asi 3 mm. Veš má ploché tělo a malou hlavu. Oči jsou značně redukovány.
Krátké silné nohy slouží k přichycení na chlup hostitele. Jsou zakončené jedním srpovitým drápkem, proti kterému vyrůstá na holeni palcovitý výrůstek. Tímto způsobem vytváří „kleště“ jimiž se veš pevně drží vlasu u jeho kořene.

## Životní cyklus
Dospělec vši dětské saje krev 4–5krát denně. Samice žijí maximálně měsíc, během kterého nakladou až 50 vajíček (hnid). Samci žijí o něco kratší dobu. Hnidy, které veš přilepuje na vlasy, jsou na horním pólu opatřeny víčkem. Za 7–11 dní praskne horní konec vajíčka a vylíhne se nymfa, která se celkem 3× svléká. Před každým svlékáním saje krev a za 8 dní dospívá. Pokud veš nenajde svého hostitele, zhruba po 18 hodinách ztrácí schopnost sání krve a v důsledku dehydratace zahyne.

## Onemocnění
Napadení vší dětskou je onemocnění, které se označuje jako pedikulóza.
Tento ektoparazit není přenašečem závažných chorob, jeho výskyt je však nepříjemnou záležitostí. Místa napadená vší dětskou (oblast hlavy) nepříjemně svědí a často dochází k dermatitidě, výjimečně lze též pozorovat lehké zvýšení teploty nebo zvětšení mízních uzlin. V extrémních případech dochází k vypadávání vlasů popřípadě k alergickým reakcím na vší trus, který je vetřen do drobných poranění.

## Terapie
Léčba pedikulózy je poměrně náročná. Aktuálně není v České republice registrován žádný léčivý přípravek určený k hubení vší a hnid . V minulosti se používala léčiva obsahující jako účinnou složku insekticidy, které jsou však již v dnešní době zakázány, protože patří mezi potencionální karcinogenní látky. Jejich účinnost byla vysoká, avšak vši si na ni dokázaly vytvořit rezistenci, čímž se postupně účinnost snižovala . Dříve se k odstraňování používal např. petrolej, který však může způsobovat lokální dermatitidy až spáleniny. Mechanické a pravidelné vyčesávání patří k účinným metodám.

### Rozdělení volně dostupných přípravků na vši
- Léčivé přípravky – s obsahem chemicky aktivní látky – v ČR není aktuálně žádné podobné léčivo registrováno.
  - Zdravotnické prostředky – hubení vší je založeno na mechanických nebo fyzikálních principech. Tyto přípravky zpravidla obsahují silikónovou látku – tato olejová složka veš pokryje po celém jejím povrchu, čímž dojde k zamezení přístupu vzduchu a veš následně uhyne udušením. Některé odvšivovací přípravky jsou založeny na kombinaci více účinných látek – kromě silikonové složky mohou obsahovat také látku isopropyl myristate sloužící k narušení povrchu jak vší, tak hnid nebo látku neridol, díky které přípravek snadněji proniká až do hnidy.Veš dětská je již odolná vůči téměř všem kosmetickým přípravkům. Jediná možnost je odstranit vlasy, nebo vyčesat všechny hnidy z vlasů. [5]
- Kosmetické prostředky – u těchto přípravků není a ani nemůže být deklarován farmakologický účinek (legislativa definuje kosmetiku jako přípravky bez obsahu účinné složky, jejichž základní funkce je péče o pokožku). [6]
- Preventivní přípravky – jejich funkce spočívá v odpuzování vší a hnid.

## Rozšíření
Vyskytuje se na celém světě, a to i ve vyspělých zemích, nemá souvislost se špatnou hygienou. Jedná se o běžného parazita objevující ho se zejména v dětských kolektivech, ale není výjimkou, pokud se pedikulózou nakazí dospělí.